# Melanie Rios

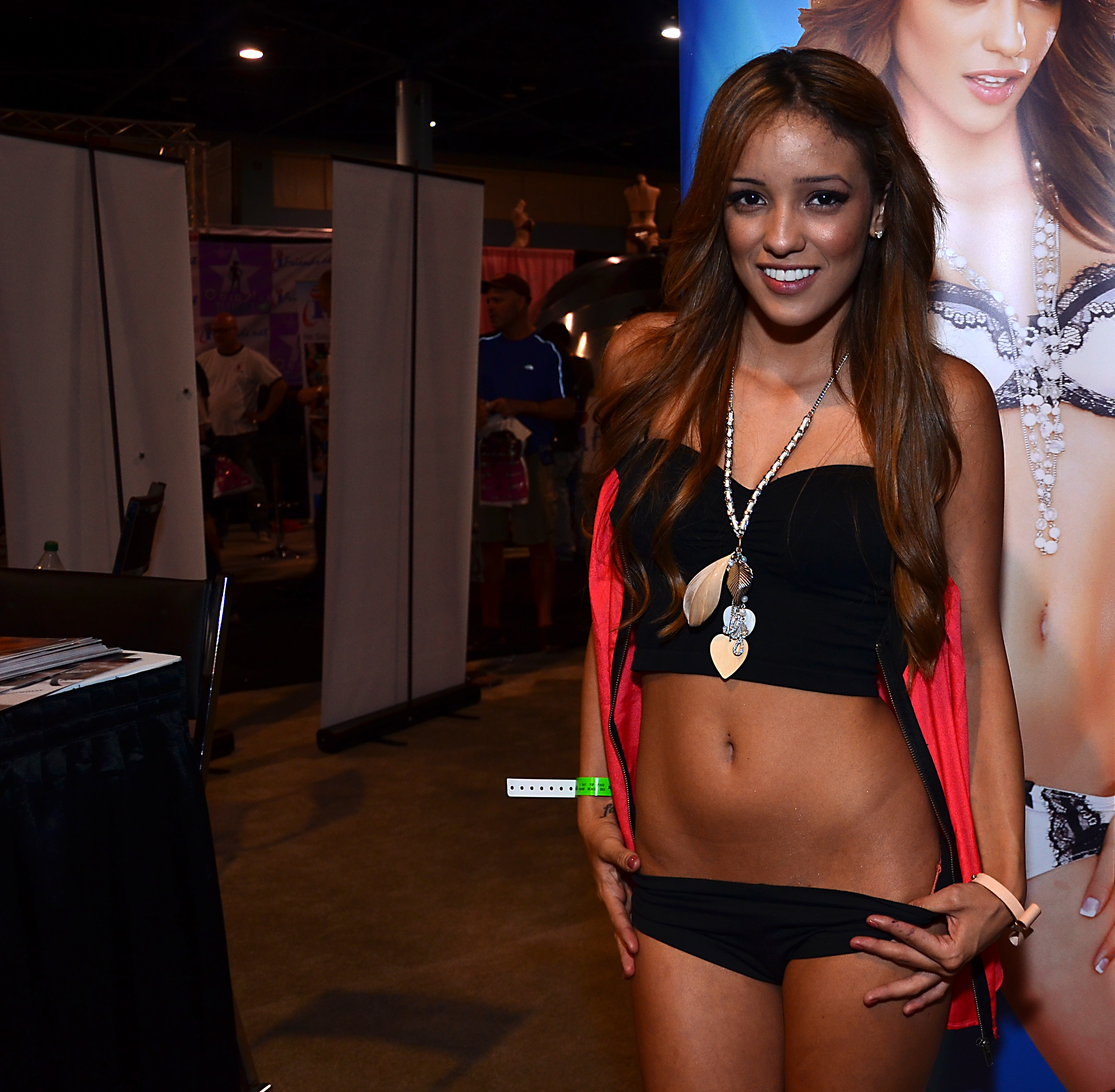

Sara Vélez Galeano (Medellín, Antioquia, Colômbia, 08 de abril de 1991), conhecida como Melanie Rios é uma atriz pornográfica colombiana.

## Biografia
Sara Velez Galeano nasceu em 8 de abril de 1991, em Medellín, na Colômbia. Rios se mudou com sua família para Los Angeles, Califórnia. Melanie começou a ver pornografia no início da adolescência e perdeu a virgindade aos 15 anos, começou a se apresentar em filmes de hardcore explícitos usando o nome Melanie Jane. Aos 18 anos em 2009, ela trabalhou para empresas como Combat Zone, smash Pictures e Lethal Hardcore. Sara mudou seu nome para Melanie Rios em janeiro de 2010.. ela tem duas tatuagens e um piercing no umbigo, atualmente reside em Los Angeles.

## Prêmios e indicações
- 2012 - AVN Award - Indicada por melhor cena em trio - Oil Overload 4 com Toni Ribas e Gigi Rivera
- 2012 - AVN Award - Indicada por melhor cena lésbica - Lush - com Riley Jensen[2]